# Museo Antinum
Il Museo Antinum è un museo archeologico dedicato alla città antica di Antinum situato a Civita d'Antino (AQ), in Abruzzo.

## Storia e descrizione

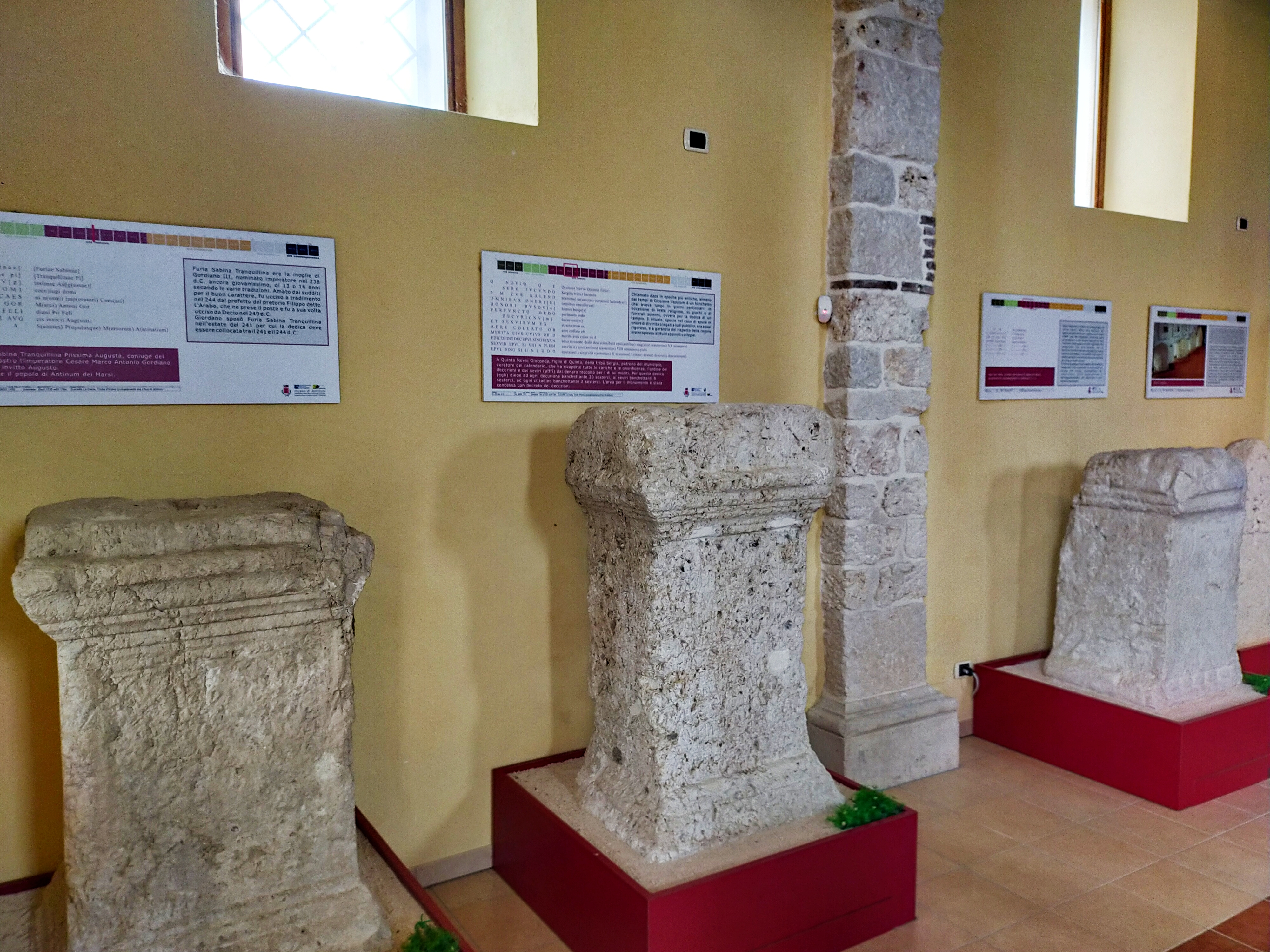
Cippi funerari

Il museo archeologico Antinum, intitolato alla città antica e municipium antinate e dedicato a Domenico Ferrante (1752-1820) e Francesco Ferrante (1755-1815) che furono tra i primi ricercatori e conservatori dei reperti, è stato inaugurato l'11 aprile 2015 nei locali dell'ex chiesa di Santa Maria, nell'omonimo piazzale situato su un contrafforte che domina dall'alto la valle Roveto. Ideato nel 1995 e ufficialmente istituito con legge regionale del 16 settembre 1998 lo spazio museale è stato allestito nella chiesa sconsacrata, dopo un lungo periodo di lavori di restauro e di adeguamento, grazie al contributo della Regione Abruzzo, della Soprintendenza Archeologia, dell'amministrazione comunale e di alcune associazioni locali. Gli interventi si sono protratti dal 2004 al 2011. Precedentemente alcuni reperti archeologici, mostrati in occasione di eventi culturali, sono stati conservati presso l'edificio dell'ex scuola materna di via Genova.
Sono esposti reperti archeologici databili tra il III secolo a.C. e il III secolo d.C. come ex voto in terracotta, corredi delle sepolture provenienti dal sito dell'area artigianale di Capistrello, statuetta in bronzo raffigurante Diana proveniente da Corcumello, monete e vasellame provenienti dai siti del santuario marso di Terravecchia e di Porta Campanile e ceramiche da mensa di epoca tardo repubblicana riscoperti da alcune località del borgo medievale civitano. Le epigrafi di diversi cippi funerari di epoca imperiale, rinvenuti tra il 1733 e il 1784 in località La Caùta, nel luogo che presumibilmente ospitava il foro, furono in parte trascritti per la prima volta nel corso dell'Ottocento da Theodor Mommsen. Are funerarie presentano le dediche a Furia Sabina Tranquillina e ad Angizia, attestando anche nel territorio antinate il culto della dea italica celebrata nel santuario di Lucus Angitiae.
Una stele-porta tombale è riemersa nel 1971 in località Le Rosce - Santa Restituta a Morrea Inferiore. È esposta anche una riproduzione stampata del bronzo di Antino, lamina in lingua marsa con dedica alla divinità Vesuna, conservata in buono stato ed esposta al museo del Louvre di Parigi.
La sede del museo Antinum ospita le video-conferenze, le mostre, spesso dedicate alla scuola dei pittori scandinavi di Kristian Zahrtmann, gli spazi espositivi e un'area divulgativa per i comuni della valle Roveto.